# Книга Врівноваженості
«Книга Врівноваженості» або «Книга Спокою» або «Книга Самовладання» (кит.: 從容錄, Cóngróng lù; яп. 従容錄, Shōyōroku) — книга, яку склав Ваньсон Сінсю (1166–1246). Вперше опублікована в 1224 році. Книга містить збірку зі 100 коанів, написаних майстром буддизму чань Хунчжі Чженцзює (1091–1157), разом із коментарями Ваньсона. Компіляція Ваньсона є єдиним збереженим джерелом коанів Хунчжі.
Разом із «Безворотною Перешкодою» «Книга Врівноваженості» вважається однією з двох основних збірок діалогів дзен. Сьохаку Окумура назвав збірку «класичним текстом, який і сьогодні вивчають учні дзен». Реб Андерсон назвав це «зручною вершиною в гірському масиві дзен-літератури, легким потоком у глибоких долинах нашого вчення, скарбницею натхнення та керівництва у вивченні океану буддистських вчень». Джеррі Шишин Вік, який опублікував переклад англійською «Книги Врівноваженості» у 2005 році, каже, що «хоча книга була зібрана майстром лінії Сото, коани «Книги Врівноваженості» розглядаються також в традиції Ріндзай, а деякі школи Ріндзай та школа Сото школа вивчала їх більше як літургію, а не як коани».

## Коани, включені доКниги Врівноваженості
- Історія 1: Вельмившанований Світами піднімається на рострум
- Історія 2: «Простір і порожнеча» Бодгідгарми
- Історія 3: Індійський король запрошує патріарха
- Історія 4: Вельмившанований Світами вказує на землю
- Історія 5: «Ціна рису» Сейґена
- Історія 6: «Біле та чорне» Учителя Ба
- Історія 7: Якусан піднімається на рострум
- Історія 8: Гякудзьоо і лисиця
- Історія 9: Нансен вбиває кота
- Історія 10: Стара жінка біля Тайдзану
- Історія 11: «Дві хвороби» Унмона
- Історія 12: Дзідзоо насаджує поле рису
- Історія 13: «Сліпий осел» Ріндзая
- Історія 14: Служитель Каку пропонує чай
- Історія 15: Кьоодзан запихає свою лопату в землю
- Історія 16: Майоку потряс посохом
- Історія 17: «Дуже мала відстань» Гооґена
- Історія 18: «Собака» Дзьоосюу
- Історія 19: «Гора Сумеру» Унмона
- Історія 20: «Найособистіше» Дзідзоо
- Історія 21: Унґан підмітає землю
- Історія 22: Поклін Ґантооо Каацу
- Історія 23: Росо обличчям до стіни
- Історія 24: «Погляд на змію» Сеппооо
- Історія 25: «Віяло з носорогом» Енкана
- Історія 26: Кьоодзан вказує на сніг
- Історія 27: Гооґен вказує на бамбукові віконниці
- Історія 28: «Три ганьби» Ґококу
- Історія 29: «Залізний бик» Фукецу
- Історія 30: «Вогонь Кальпи» Дайцу
- Історія 31: «Колона» Унмона
- Історія 32: Розум Кьоодзана і об’єктивний світ
- Історія 33: «Золота луска» Сансьоо
- Історія 34: «Крихта пилу» Фукецу
- Історія 35: Пошана Ракуго
- Історія 36: Учитель Ба захворів
- Історія 37: «Свідомість Карми» Ісана
- Історія 38: «Істинна особа» Ріндзая
- Історія 39: «Помий свої чаші» Дзьоосюу
- Історія 40: «Чорне і біле» Унмона
- Історія 41: Ракуго на смертному одрі
- Історія 42: Наньо і глек для води
- Історія 43: «Поява і щезання» Радзана
- Історія 44: «Супарнін» Койо
- Історія 45: Чотири вислови з сутри Енґаку
- Історія 46: «Вивчення завершено» Токусана
- Історія 47: «Дуб у саду» Дзьоосюу
- Історія 48: «Не-два» Вімалакірті
- Історія 49: Тоодзан і меморіальна служба
- Історія 50: «Що це таке?» Сеппоо
- Історія 51: «Човном чи суходолом» Гооґена
- Історія 52: «Тіло Дгарми» Соодзана
- Історія 53: «Пияки» Ообаку
- Історія 54: «Велика милість» Унґана
- Історія 55: Сеппоо – відповідальний за куховарення
- Історія 56: Міссі і Білий Кролик
- Історія 57: Одна «Річ» Ґонйоо
- Історія 58: «Впадання у зневаження» у Діамантовій сутрі
- Історія 59: «Смертоносна Змія» Сейріна
- Історія 60: Тецума, Корова
- Історія 61: «Одна лінія» Кемпо
- Історія 62: «Просвітлення» Бейко
- Історія 63: Дзьоосюу питає про «Смерть»
- Історія 64: «Спадкоємність» Сісьо
- Історія 65: «Наречена» Сюдзана
- Історія 66: «Голова і хвіст» Кюугоо
- Історія 67: Мудрість в сутрі Кеґон
- Історія 68: Кассан махає мечем
- Історія 69: Нансенові «Коти і Бики»
- Історія 70: Сінсан питає про природу
- Історія 71: Суйґанові «Брови»
- Історія 72: «Мавпа» Цюйу
- Історія 73: Соодзанове синівне завершення
- Історія 74: Гооґенова «Форма та ім’я»
- Історія 75: Дзуйґанів «Вічнотривалий принцип»
- Історія 76: Сюдзанові три вірші
- Історія 77: Кьоодзан: Як потребує його професія
- Історія 79: Цьооса робить крок
- Історія 80: Суїбі та дошка для відпочинку
- Історія 81: Ґенся доходить до провінції
- Історія 82: Унмонові «Голос» і «Колір»
- Історія 83: Доглядання за хворим Дооґо
- Історія 84: Один палець Ґутея
- Історія 85: Надгробок національного вчителя
- Історія 86: Велике просвітлення Ріндзая
- Історія 87: Соодзанове «З або без»
- Історія 88: «Небачення» у Сутрі Рьооґон
- Історія 89: Тоодзанове «Місце без трави»
- Історія 90: Кьоодзан промовляє
- Історія 91: Нансен і півонії
- Історія 92: «Один скарб» Унмона
- Історія 93: Росо не розуміє
- Історія 94: Тоодзанове нездужання
- Історія 95: Ріндзай малює лінію
- Історія 96: Кюугоо не визнає
- Історія 97: Козирок шолома імператора Доокоо
- Історія 98: Тоодзанове «Дуже близький з ним»
- Історія 99: Унмонові «Глек і цебер»
- Історія 100: «Гори і ріки» Ройа

## Переклади
- Книга Врівноваженості. Переклад Олександра Корицького, 2010 рік

## Зовнішні посилання
- Shōyōroku (Book of Equanimity)
- Poems reflecting the Book of Equanimity
- Dharma Talks by Shugen Sensei on the Book of Equanimity
- Dharma Talks by Yamada Koun Roshi on the Book of Equanimity
- The text in Chinese (copy at the Internet Archive)
- Книга Врівноваженості. Переклад Олександра Корицького, 2010 рік